# Rio Fortaleza (vattendrag i Brasilien, Paraná)
Rio Fortaleza är ett vattendrag i Brasilien.   Det ligger i delstaten Paraná, i den södra delen av landet, 1 000 km söder om huvudstaden Brasília.
Trakten runt Rio Fortaleza består till största delen av jordbruksmark. Runt Rio Fortaleza är det mycket glesbefolkat, med 7 invånare per kvadratkilometer.